# 11207 Black
11207 Black è un asteroide della fascia principale. Scoperto nel 1999, presenta un'orbita caratterizzata da un semiasse maggiore pari a 2,3667033 UA e da un'eccentricità di 0,0682263, inclinata di 6,80195° rispetto all'eclittica.